# Robert H. Dennard
Robert H. Dennard (ur. 5 września 1932 w Terrell, zm. 23 kwietnia 2024 w Sleepy Hollow) – amerykański inżynier, twórca pamięci DRAM.

## Życiorys
Urodził się 5 września 1932 r. w Terrell jako najmłodszy z czwórki dzieci Buforda i Lomy Dennardów. Jego rodzina przeniosła się, gdy miał cztery lata, wobec czego naukę rozpoczął w jednoizbowej szkole w Carthage. Wychował się na farmie bez prądu. Z czasem rodzina przeniosła się za pracą ojca do Irving. W młodości interesował się sztuką, czytał powieści H.G. Wellsa i poezję Ogdena Nasha i słuchał operetek Sigmunda Romberga. Jako uczeń wykazywał talent do matematyki i ojczystego języka angielskiego. Dzięki talentowi do gry na waltorni otrzymał stypendium od rektora Southern Methodist University, które pozwoliło mu podjąć studia elektroniczne. Tam w 1954 r. uzyskał licencjat, a dwa lata później magisterium. W Carnegie Institute of Technology uzyskał zaś stopień doktora.
Po uzyskaniu doktoratu podjął w 1958 r. pracę jako członek zespołu badawczego w IBM. W związku z dużym rozmiarem i wymaganiami energetycznymi istniejącej pamięci RAM z rdzeniem magnetycznym, Dennard wraz z zespołem mikroelektroników opracował w 1964 r. nowy rodzaj pamięci komputerowej, który wymagał sześciu tranzystorów do przechowywania jednego bitu informacji. Projekt ten uznano za zbyt skomplikowany i powolny, więc Dennard zaczął pracę na systemem, w którym mógłby przechowywać bit informacji w jednym tranzystorze, co doprowadziło w 1966 r. do opracowania dynamicznej pamięci o dostępie swobodnym (DRAM), która przechowuje informację w formie ładunku elektrycznego, który z czasem zanika, wobec czego musi być odnawiana. W 1968 r. uzyskał patent na tę technologię, a łącznie był posiadaczem ok. 75 patentów. W IBM pracował do 2014 r., gdy przeszedł na emeryturę.
Nowy typ pamięci wydatnie zwiększył możliwości przetwarzania danych i obniżył koszt tych operacji. Badania Dennarda doprowadziły również do sformułowania teorii opartej na prawie Moore’a, która przewidywała postęp w dziedzinie półprzewodników, zgodnie z założeniem, że wydajność każdego wata wzrasta w przybliżeniu w tym samym tempie, zatem w miarę zmniejszania się rozmiarów tranzystorów wymagają one również mniejszej mocy.
Wyróżniony przez prezydenta Ronalda Reagana Narodowym Medalem Technologii (1988 r.), Medalem Honorowym Institute of Electrical and Electronics Engineers (2009 r.), nagrodą Stowarzyszenia Przemysłu Półprzewodników im. Roberta N. Noyce’a, nagrodą National Academy of Engineering's Charles Stark Draper Prize, tytułem IBM fellow (1979 r.), członkostwem w U.S. National Academy of Engineering (1984 r.), członkostwem w U.S. National Inventors Hall of Fame (1997 r.), Kyoto Prize (2013) i Lemelson-MIT Lifetime Achievement Award (1988 r.).

## Życie prywatne
Żonaty trzykrotnie, miał dwie córki, Amy i Holly oraz syna Roberta Jr.
Zmarł 23 kwietnia 2024 r. w Sleepy Hollow z powodu infekcji bakteryjnej.